# Musay Gergely
Musay Gergely (? – 1665) a Dunántúli evangélikus egyházkerület szuperintendense (azaz püspöke) 1645-től haláláig.

## Élete
1631-től lelkész Lövőn (Vasm.), ahol 1641-ben senior és hitszónok volt. 1651-ben superintendenssé (püspökké) választották, egyszersmind nemeskéri (Sopron m.) lelkész volt 1665-ig.

## Művei
Több írott műve maradt fennː
- Agenda. Somorja, 1650. (Magyar).
- Regestum ecclesiarum; quas lutherani suo tempore aut amiserant, aut possidebant adhuc trans Danubium (de quo consuli potest cl. Hajnóczyus in epistola gratulatoria renunciato superintendenti Joh. Tóth-Sipkovics oblata.). Halis, 1742.
- Folyamodványa 1651-ből, egyházkerülete nevében Rákóczy György erdélyi fejedelemhez, s anyjához Lorántfy Zsuzsánnához nemkülönben Rákóczy Zsigmondhoz intézett folyamodványa, melyben egy nevezetes iskola felépítésére segélyt kér. Közli Garády. (P. Napló 1853. 1117. sz.)
- Kéziratban: Regestum Ecclesiarum invariatae Augustanae confessionis in Comitatibus Soproniensi, Castriferrei, Saladiensi existentium. Nemeskér, 1661. 4rét 393 lap (a m. n. múzeum kézirati osztályában).